# Tsuyoshi Nagabuchi
Tsuyoshi Nagabuchi (長渕剛, Nagabuchi Tsuyoshi), né le 7 septembre 1956 à Hioki, dans la préfecture de Kagoshima. Il est une rock-star et acteur japonais.
Sa femme, Etsuko Shihomi est aussi une actrice célèbre.

## Discographie

### Singles
- Close Your Eyes, tiré du film Les Hommes du Yamato (男達の大和) sorti en 2005.

## Filmographie
- 1986 : C'est dur d'être un homme : L'Oiseau bleu du bonheur (男はつらいよ 幸福の青い鳥, Otoko wa tsurai yo: Shiawase no aoi tori?) de Yōji Yamada